# Bugarach (película)
Bugarach es un documental estrenado en 2014 escrito y dirigido por Ventura Durall, Sergi Cameron y Salvador Sunyer. Trata sobre los hechos que suceden en el pequeño pueblo francés Bugarach, el único lugar que presuntamente se salvará del fin del mundo presagiado por los mayas.
Obtuvo el Premio Internacional de la Crítica en el Festival de San Petersburgo de 2014.

## Sinopsis
Nadie se tomó muy en serio la historia de Bugarach hasta que el mundo estaba llegando a su fin. A principios de 2012, los ciudadanos de este pequeño pueblo del sur de Francia van a la iglesia, nadan en el lago y van a votar para las próximas elecciones presidenciales de su país. Pero el costumbrismo rural y la rutina se ve alterada por una noticia: Bugarach será el único lugar seguro en el mundo cuando se materialice el Apocalipsis anunciado por los mayas cuatro mil años atrás. La efeméride se vuelve de interés general y Bugarach, ese pequeño pueblo, se llena de gente buscando respuestas, aguardando la salvación, atraídos por los medios de comunicación internacionales. Pero la pregunta es: ¿quiénes son los locos?

## Producción
Bugarach está producido por la productora Nanouk Films(España) y Filmtank(Alemania). Además, también está coproducido por TVE(España), TVC(España) y WDR(Alemania). 

## Reconocimientos
Premios:
- Premio FIPRESCI en el St. Petersburg Message to Man 2014[1]

Selecciones destacadas:
- Hot Docs Toronto 2014 - Sección oficial[2]
- Visions du Réel Nyon 2014 - Sección oficial
- Europa Prix 2014 - Sección oficial
- IDFA Amsterdam 2014 - Best of Fests
- Dok Leipzig 2014 - Sección oficial
- Documentamadrid 2014 - Sección oficial
- DocsBarcelona 2014 - Sección oficial
- Cinespaña Toulouse 2014 - Sección oficial
- Guanajuato Film Festival 2014 - Sección oficial
- CIFF Camden International Film Festival, Maine 2014 - Sección oficial
- Trento Film Festival 2014 - Sección oficial
- Antenna Documentary Film Festival Sydney 2014 - Sección oficial - Noche inaugural
- Astra Film Festival Romania 2014 - Sección oficial